# Apalakowie
Apalakowie (ang. Apalachee) – jedno z pierwszych plemion Indian północnoamerykańskich, z jakimi zetknęli się Europejczycy. Gdy do wybrzeży Florydy przybiły okręty Hernanda de Soto w 1539, zamieszkiwali oni tereny na północ od dzisiejszej zatoki Apalachee Bay.
De Soto stwierdził w swym raporcie, że jest to lud osiadły, rolniczy, dobrze zorganizowany i zamożny, posiadający jednocześnie opinię znakomitych wojowników. Apalakowie ściśle współpracowali z hiszpańskimi władzami Florydy, czym – w okresie późniejszym – narazili się angielskiemu rządowi kolonii Karolina, stąd częste napady na ich wioski ze strony sprzymierzonych z Anglikami plemion Creek.
W 1703 angielscy koloniści, wspierani przez swych sprzymierzeńców z plemienia Creek, najechali siedliska Apalaków, burząc ich wsie i misje katolickie, zabijając ponad dwustu wojowników i zagarniając ponad 1400 kobiet i dzieci w niewolę. Drugi najazd, dokonany w rok później, dokończył aktu zniszczenia. Resztki szukały ratunku wśród zaprzyjaźnionych szczepów, a pewna część znalazła opiekę francuską w dzisiejszej Alabamie.
W 1804 pewna liczba Apalaków żyła w Luizjanie, ale dzisiaj plemię uznawane jest za wymarłe. Ich imieniem (poza wymienioną Apalachee Bay) nazwano kilka rzek w Georgii i Alabamie oraz – co najważniejsze – pasmo górskie Appalachów. Istnieje miasto Apalachee w Georgii, a stolica stanu Floryda – Tallahassee to w ich języku „stare miasto”.